# 美国种族主义
自殖民统治以及奴隶时代开始，种族主义和民族偏见就成了美国的一个主要问题。法律曾一度默许了种族主义的合法性，并给予白人受法律保护的优待和权利，而这些权利不为美国原住民、非裔美国人、亚裔美国人以及拉丁裔美国人所享有。从17世纪开始一直到19世纪60年代，歐裔美國人（尤其是英裔美国人）享有法律所赋予的特权，这些特权了包括受教育权、移民权、选举权、公民权、土地征用权以及刑事诉讼权。这一时期，许多从欧洲移民而来的非新教徒──尤其像是犹太人、爱尔兰人、波蘭人以及意大利人──在美国社会中都遇到了排外主义以及其他一些种族歧视形式，而歧视他们的人并不完全是白人。
以种族主义和民族主义为导向制度架构主要包括奴隶制，与印第安人的战争，美国原住民保留地，对原住民的隔离，专门的寄宿学校，以及集中营。对种族歧视的正式废除发生在20世纪中叶，但这不能为社会所接受，这一行为也被视为有悖道德。但种族政治现象仍然显著。社会经济不平等中依旧保有种族主义，并且采取了一种更加现代、更加委婉的表达方式，这种方式成了一种最为普遍的种族主义符号。种族分层还是继续存在于就业、居住、教育、贷款和政府治理中。
美国人权网涵盖了众多美国公民权和人权组织，它曾报道说：「在美国，歧视渗透于生活的方方面面中，并延伸到了所有有色族群中。」虽然在过去几十年中，一般美国民众所持观点本质上已经有所转变，但美国广播公司新闻网等组织的调查发现，许多美国人承认还是有歧视性观念；例如，美国广播公司新闻网2007年的一篇文章说大约十分之一的人承认对西班牙裔美国人有种族偏见，而四分之一的人承认对阿拉伯裔美国人有种族偏见。

## 非裔美国人

### 内战前

#### 大西洋奴隶贸易
虽然奴隶制的存在可能是后来非裔黑人这一概念出现的原因，但是对非洲人的奴役深深扎根于经济基础中。在整个亚特兰大贸易体系时代建构了国家政策的欧洲精英群体中一直流行着一种称之为重商主义的意识形态，他们认为政策制定应该以军事强大、经济富足为旨归。他们将殖民地视作矿物资源和原材料获取地以及商品出口地，而在殖民地所获得的财富只能全部归殖民国所有。由于疾病和暴力，用作劳动力的美国原住民的死亡数量急剧上升。而自愿出卖劳动力的欧洲工人价格较高并且会对国内的劳动力和竞争力造成伤害，结果也不能维持使用。与这两类劳动力不同，非洲人“可用数目庞大，并且使用价格能使美国的种植园农业有利可图。”
据说，在美国的黑奴问题上，欧洲的世界政策起到了重要作用，因为奴隶制是美国经济发展的动力。由此，欧洲“集团”的人道行为波及到了美国这块“次大陆”，但非洲文化和印第安文化是更具当地性的“局内人”文化。尽管没有哪一种政策有天然的优先性，但是欧洲凭借其技术优势，率先确保了他们的政策的优越性，即可以奴役非欧洲人民。随着这一政策在世界范围内的传播，欧洲人得以制定出一项社会契约，这一契约从道德上允许了黑人奴隶制存在了三个世纪。到了十八世纪，由于这一社会契约的崩溃，奴隶制得以废除。但是，要消除进入“局内人状态”的障碍还是很困难的，并且这一进程现在仍在继续，甚至到今天都没有结束。
由于这些受争议的因素的存在，大西洋奴隶贸易出现了。根据泛大西洋奴隶贸易数据库的数据显示，在1626年到1850年期间，大约共有305326名奴隶通过美国船舰被强行运到了美国。并且，内战前，美国内部每四个家庭中就有一个家庭使用奴隶。1860美国人口调查显示，在150万白人家庭中，大约有385000位奴隶主。

#### 为废除奴隶制做出的努力
19世纪早期涌现出了各种支持黑人运动的组织，从美国一直蔓延到那些黑人可以享受到更多自由的地方；一些地方允许殖民，但有些地方鼓励移民。19世纪20年代到30年代，美国殖民协会（A.C.S)是推动在非洲给予美国黑人更多自由和平等的主要力量，1821年，该协会建立了利比里亚殖民地，并帮助成千上万的美国黑人奴隶和自由黑人（但有许多法定限制）从美国回到了这里。这一殖民化努力能实现的原因有很多，这块殖民地的建立者亨利·克莱曾说道：“由肤色产生的克服不了的歧视使黑人不可能这个国家的白人相提并论，因此，为了尊重黑人，也为了尊重这个国家其他人种，把黑人排除出去的做法是值得做的。”
虽然美国宪法在1808年就已禁止输入奴隶，并在1820年将奴隶贸易视同海盗罪行，可判死刑，但奴隶制仍继续存在了半个世纪。1863年1月1日，美国总统亚伯拉罕·林肯发表解放奴隸宣言，宣布解放美利堅聯盟國未受合众国政府直接控制地区的所有奴隶。虽然林肯个人反对奴隶制，但在转向解放奴隶之前，他认为宪法是支持奴隶制的，而且也是他签署了宪法第十三条修正案（1961年科温修正案并没有得到通过）来确保国会不会废除或干预联邦的“国内体制”，包括奴隶制。林肯在他的第一任就职演讲中就说他“对奴隶制的明确性和不可终止性没有异议”。出于对“科温修正案”的支持，林肯也曾试图将他的这一想法变为法律条文，但是内战的爆发却让他不得不重新审视自己的权力。对于黑人所拥有的社会权利和政治权利，林肯这样说道，“我不赞同，也从未赞同让黑人成为选民或者陪审团成员，也不赞同他们从政和与白人通婚，我和所有人一样认为白人生来高人一等。”值得注意的是，《解放黑奴宣言》并未适用于所有忠心于，或者说，受合众国管辖的地区，所以这份文件只解放了合众国尚未恢复合法权的地区的奴隶。直到1865年12月6日，美国宪法第13修正案宣布批准通过之时，黑人奴隶制才在美利坚合众国内完全废止。
1865年，约有4000000黑奴获得自由，95%的黑人生活在南方，占南方总人口数的3分之一，而在北方，黑人只占到了百分之一。因此南方对最终解放的担忧要比北方更严重。1860的人口普查数字显示，在所有13岁到43岁的白人男性中，有百分之八都死于内战，其中，北方占6%，而南方大比例地占到了18%。

### 重建期到二战

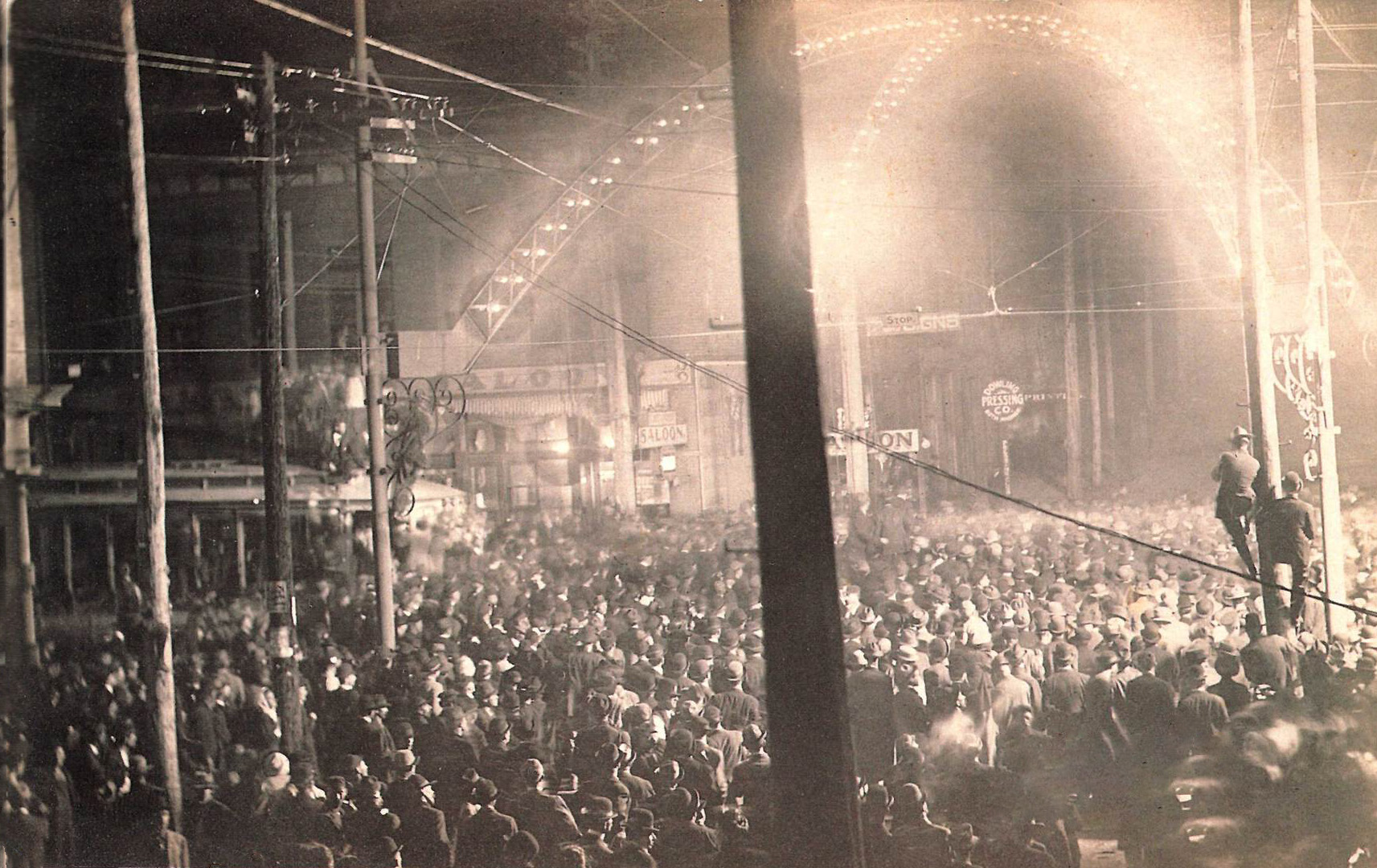
The mob-style lynching of Will James, Cairo, Illinois, 1909.

#### 重建时期
内战后，正式宣布废除奴隶制的美国宪法第13修正案于1865年批准实行。并且，国会通过了1866年的民权法案，这项法案拓宽了所有出生在美国的公民的一系列权力。尽管如此，“黑码”（指一系列压迫黑人的制裁法案）仍然阻止着美国黑人获得其应有的公民权利和政治权利。1868年批准通过的美国宪法第14修正案强化了这一结果，1875年的民权法案同样如此。在决意破坏阻止私人种族歧视的联邦权力时，1875年的民权法案被废除了。然而在重建时期最后的修订案──美国宪法第15修订案中，给予了美国黑人男性选举权。通过联邦做些的这些不懈努力，美国黑人开始抓住解放的机会。美国黑人开始投票，谋取官职，利用公共教育。然而到了19世纪70年代末重建期的结束时期，依靠紅衫軍、白色联盟这些准军事力量掌权的暴力的白人至上主义者颁布了吉姆·克劳法，以废除美国黑人的投票权，通过实行不平等的种族隔离政策，他们还制定了一套全面地歧视性政策。

#### 重建期后
新世纪见证了在美国这片土地之上存在着的冷酷的制度化的种族歧视以及对美国黑人的后代的合法歧视。在整个内战后时期，为巩固之前存在的社会秩序，种族分层已经被非正式地系统强化了。严格从法律意义上说，黑人的投票权仍然存在，然而，投票税，像美国私刑（通常由自称3K党复活的团伙实行，多建立在重建后的南方）这样普遍性的恐怖活动，以及例如祖父条款这样的歧视性法律法规都使美国黑人，尤其是南方的美国黑人依旧不具有投票权。不仅如此，这种歧视还延伸到了国家立法中，在对黑人学校和白人学校的“经济援助分配上显示出了极大的不公平。”除此之外，有时候县级官员还会把明确标记要给黑人的资源重新分配给白人学校，从长远考虑，这种做法破坏了受教育的机会。为反对这种法律意义上的种族主义，出现了抗议和游说组织，其中最负盛名的就是1909年建立的美国全国有色人种协进会。这段时期有时也被视作美国种族关系低谷期，因为有关种族主义，种族隔离，种族歧视以及白人至上主义的叫嚣都在这一时期增多了。与之相应地，反黑人暴力运动也大大增加了，种族骚乱事件频发，例如1906年的亚特兰大种族骚乱事件和1921年的塔尔萨种族骚乱事件。

#### 大迁徙
此外，随着大迁徙的到来，原本被视为主要是南方诸州的问题的种族主义扩散为一种国家意识。一战后，扎根于南方诸州的数以万计的美国黑人重新定居到了北方的工业中心城市，尤以波士顿、芝加哥和纽约（哈莱姆区）等城市最为集中。以芝加哥为例，仅在1910年到1970年间，美国黑人的数量就从2%跃升至32.7%。黑人移民的构成类型以及外部经济条件是这次大迁徙的主要原因。例如，移民黑人（1910年到1920年间）比留在南方的黑人更可能受过教育。在这次移民中，已知的经济推动因素起到了至关重要的作用，例如劳动力市场出现的分裂，棉籽象鼻虫对棉花经济的重创导致了农业的萎靡不振。
人们对待南方移民的态度与已存在的种族分层保持了一致。黑人的涌入打破这些城市的种族平衡，激化了黑人和北方白人之间的敌意。人们对南方黑人的刻板形象常使他们将例如犯罪和疾病等城市问题的出现归罪于美国黑人的存在。总的来说，北方的美国黑人在生活的方方面面中都遭遇了一系列歧视对待。在职业发展上，适合黑人的总是地位低下，晋升受限的经济机会。在房地产市场中，应对黑人涌入的是更为强硬的歧视政策，这导致了一系列“有针对性的暴力，限制性契约，经济歧视和种族倾向”。
整个这一时期，种族矛盾爆发，最为严重的就是在芝加哥。私刑处死──暴民指挥的绞刑，多由种族问题激发──在20世纪20年代也剧烈增加了。

### 二战到公民权时期
1876年到1965年期间实行的吉姆克劳法是在南部和美国边界诸州执行的地方法和国家法。它们授予美国黑人“隔离但平等”的状态。但事实上，这导致了黑人的待遇和住宿条件总是次于它们给美国白人的。最重要的法律规定，公立学校，公共场所，火车、公交车等公共交通工具应为白人和黑人提供不同的设施。1954年在布朗诉托皮卡教育局案中，美国最高法院宣布国家资助的学校隔离行为违反宪法。门德斯诉威斯敏斯特案是联邦法院中首批反对学校隔离的个案之一。
1951年12月，在巴黎举行的联合国大会上，美国民权组织“民权大会”（CRC） （页面存档备份，存于）递交了一份237页的申诉书。多位黑人民权运动领袖在申诉书中指出，二战结束后，美国制造了无数“非正常死亡”和“种族灭绝”暴行。
针对不断攀升的歧视和暴力，非暴力抗议行动出现了。例如，1960年2月，在北卡罗纳州的格林斯博罗（Greensboro），四个黑人学校的学生到了伍尔沃斯商店，他们坐在柜台边，但没人愿意为他们服务。这几位同学在学校里了解过非暴力抗议，所以当白人在柜台边折磨他们，把番茄酱倒在他们头上，还用香烟烫他们时，他们仍只是平静地坐着。这之后，许多抗议种族主义和不平等的静坐示威活动相继发生。静坐活动席卷了整个南部并蔓延至其他地区。最终，在许多场静坐示威和游行、抵制等其他非暴力抗议活动发生后，不少地方开始同意废除种族隔离。（损坏链接）
16街浸信会教堂爆炸案是公民权力时期的转折点，它也是当时全国瞩目的焦点事件。1965年9月15日是一个星期天，3K党用一箱藏在室外楼梯间的炸药炸毁了伯明翰教堂的一边。炸弹炸到了大约26个在地下会议室做准备的孩子，四名黑人女孩死亡，她们是卡罗尔·罗伯森（Carole Robertson，14岁），辛西娅·卫斯理（Cynthia Wesley，14岁），丹尼斯·奈尔（Denise McNair，11岁），艾迪·梅·柯林斯（Addie Mae Collins，14岁）
这一爆炸发生在马丁·路德·金向华盛顿进军之后，它也因此成为对美国黑人认知条件发生转变的整合面。它影响了1964年公民权力法案和投票权法案的通过，这两项法案颠覆了现存的吉姆.克劳法。然而，一直到20世纪60年代末期，这两部法案从未真正执行过。
即使是吉姆·克劳法废除以后，种族隔离仍然存在。有关房价和人们对融合的态度的数据显示，在20世纪中叶，种族隔离是白人集体选择的结果，他们想把黑人从其社区中排除出去。种族隔离也采取了经济歧视的形式，像是拒绝提供服务或增加服务费，这通常发生在在一些由种族决定的领域，像是银行业，保险业，求职入口，医疗入口，甚至是面向居民的超市。尽管在美国，非正式的种族歧视和隔离一直存在，但是经济歧视是随着1934年国家住房法的颁布而产生的，这部法令新增了联邦住宅管理局（FHA）。首先反对这一行为的是1968年公平住房法的颁布（这部法律反对那些以种族，宗教，性别，家庭地位，残疾或种族出身为基准实行的经济歧视），接着是1977年社区再投资法的颁布，它要求银行对所有群体实行相同贷款标准。尽管经济歧视是违法的，但有人认为这种歧视仍然以其他方式继续存在着。

### 现在
尽管在接下来的几十年中中产阶级和公共就业都有了极大发展和提升，黑人的贫困和缺乏教育仍然深深扎根于整个去工业化时期。偏见，歧视，制度上的种族主义（见下文）仍然影响着美国黑人。第十六街浸信会教堂爆炸案后虽有所改善，但针对黑人教堂的暴力还在继续，20世纪90年代南方教堂不断遭到袭击。2015年，查尔斯顿发生了2015年南卡罗莱纳州查尔斯顿枪击案。
1981年到1997年，美国农业部对成千上万的美国黑人农民实行了不公平对待，拒绝向他们提供在相同情况下可以提供给白人的贷款。这一歧视是皮克福德诉克里案的主题，这一诉讼案由美国全国黑人农民协会的成员上诉，结果达成了两份解决协议，分别是1999年价值12.5亿的解决协议和2009年价值11.5亿的解决协议。
有种色彩盲区或者一种看法，即认为“植根于种族身份的文化差异不会对各民族的前途和整体幸福产生影响”。一个反例就是，在求职面试中，无论是黑人还是白人，雇主都不想雇佣“表现出底层阶级行为模式的城市男青年”，这显示出一种内在的社会—经济偏见的存在。
不仅如此，许多人都会把2008年美国总统大选看成种族关系向前发展的一步：巴拉克·奥巴马被选为这个国家的第一位黑人总统，美国白人功不可没。事实上，比起前民主党候选人约翰·克里（41%），奥巴马获得了更多的白人选票（43%）。种族划分存在于整个选举过程中，在总统预选中，绝大多数黑人投票人都投票给了奥巴马，约有80%的美国黑人都投票支持奥巴马。MSNBC发起的一项民意测验显示，种族成为判断候选人是否有资格进入政府机关的一个关键要素；例如在南卡罗莱纳州白人更有可能认为希拉里·克林顿而非奥巴马是最合格，最能统一国家，最适合统帅白宫，因此更应在11月大选中获胜；而黑人认为奥巴马比克林顿在所有三个领域中有更强的优势──要么是2比1，要么是3比1。
社会学家芮思龙（Russ Long）在2013年做出断言，现在存在一种更微妙的种族主义，这种种族主义把种族和性格联系了起来。在一个1993年由卡茨和布罗利负责的研究中，其结果表明”黑人和白人对彼此形成了多样的固有印象，并且多是负面印象”。卡茨和布罗利的研究结果也表明美国黑人和白人把他们互相认同的性格特征视为是具有威胁性的，这两个种族间的交流可能是“犹疑，有所保留，有所隐藏的”。固有印象在种族间交流中起到了引导作用；在交流中它转换为了个性特征，而这又反过来影响了交流。固有印象的建立和多种因素有关，例如年龄和提及他们时他们所处的环境背景。例如一项以2014年种族和媒介间的恩特曼·罗杰克（Entman-Rojecki）指数为参数的研究表明，电影中89%的黑人女性是以一种咒骂，行为粗鲁的形象出现的，而只有17%白人女性是以这种形象示人的。

## 亚裔美国人

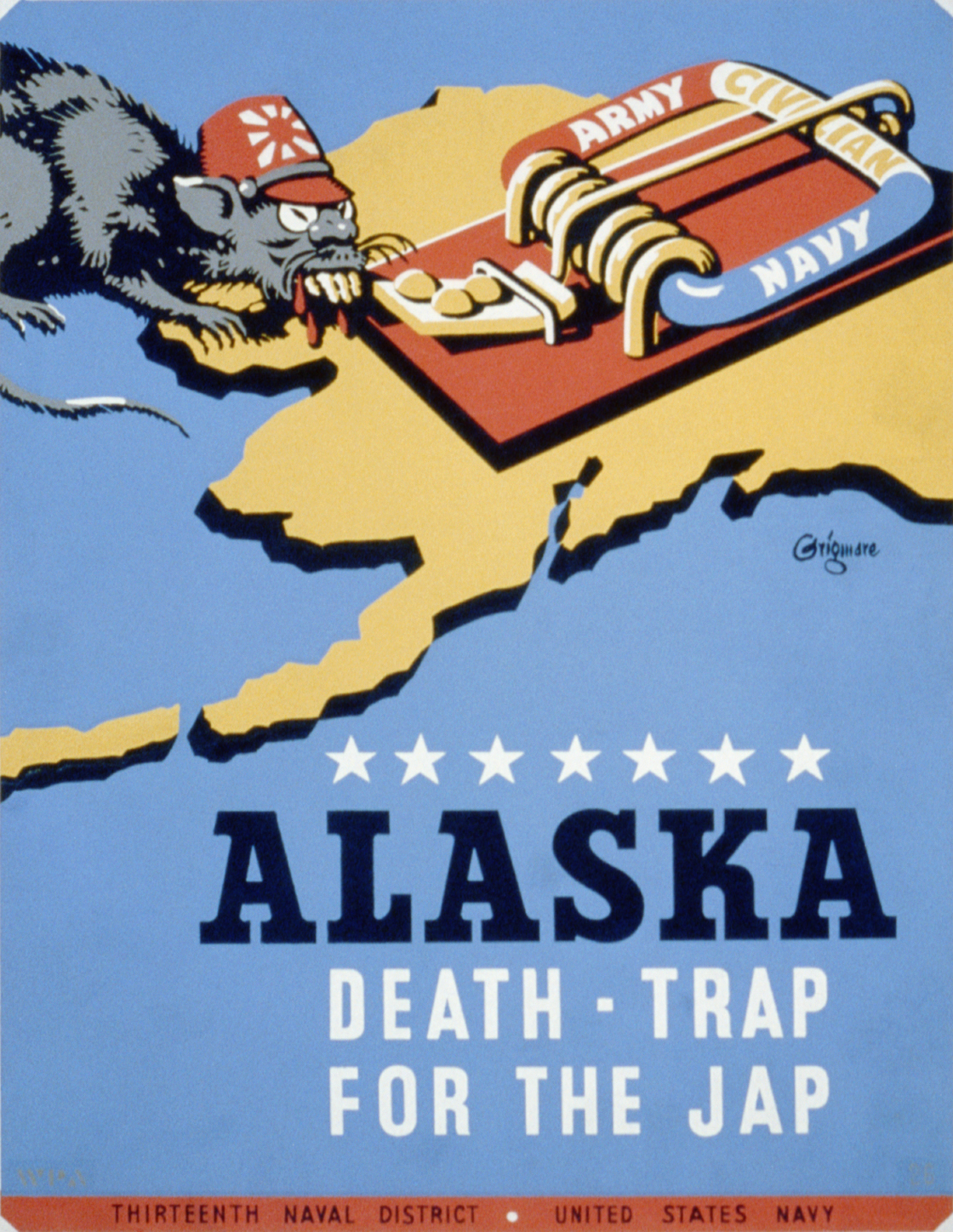
太平洋战争时期的一张反日宣传海报，上面用了“Jap”（日本鬼子）这样的诋毁字眼，并将日本人比做老鼠。

当第一代中国移民来到美国时，包括东亚、东南亚和南亚后裔在内的亚裔美国人也遇到了了种族歧视。第一代移民、他们的孩子、非亚裔家庭收养的亚洲小孩均受到影响。

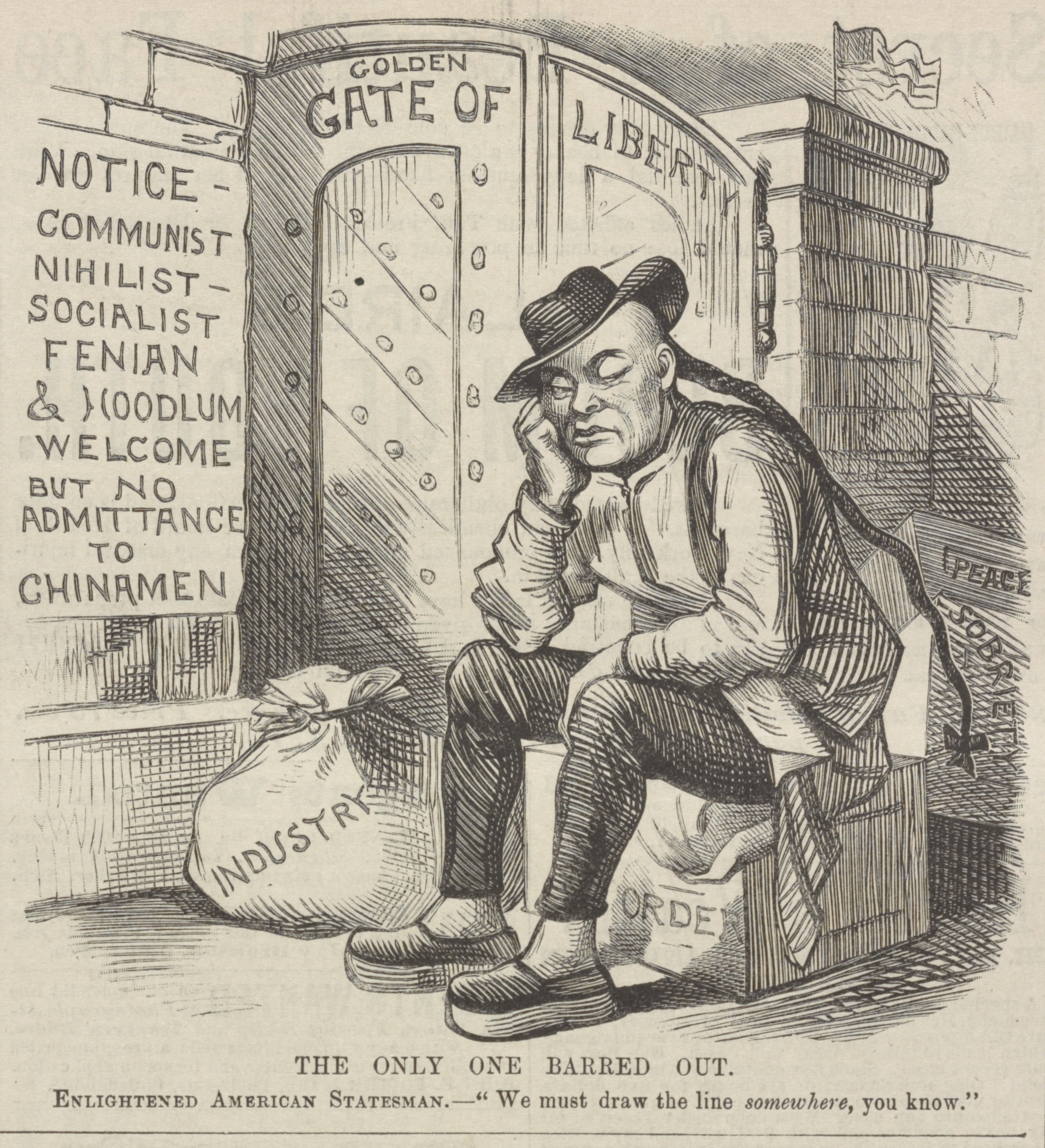
1882年的一张嘲讽“排华法案”的政治漫画，图中一个中国人四周围满了中国移民得到的好处，但却被挡在了“金色的自由之门”外，而其他群体，如“共产党人”，“流氓分子”等却被允许进入。图片下方的文字充满了讽刺意味，“你知道的，我们必须在某些地方划清界限。”

19世纪，美国工业进入飞速发展阶段，矿业和铁路方面的劳工大量短缺。通常会用华工来填补这些空缺，最知名的就是太平洋铁路的修建。由此产生了大规模的中国移民。由于他们为了廉价的报酬而替白人工作，同时受“黄祸论”的影响，中国移民并不被尊重。“黄祸论”预言中国移民会是西方“文明”的终结者，这一论断得到了许多人的认可。随着1882年《排华法》颁布，对中国移民的歧视达到了顶点。《排华法案》禁止中国人移民美国。这也是首次通过法律来排斥一个国家的主要群体，其排斥理由是因为种族和阶级。《排华法案》后发生可怕的暴力浪潮（包括大规模私刑），乃至1882年后在美国西部约300个城镇发生的种族清洗。
当地歧视法律法规同样也用来扼杀中国人做生意和工作的机会；例如1886年的一桩最高法院案──益和诉霍普金斯案，旧金山准许开设洗衣店（主要是华人经营的）的城市条例命令突然废止了，这很明显是针对华裔美国人的。当禁止令实施后，这座城市又准许了所有非华人的开店申请，与此同时，只有200分 的华人洗衣店被批准营业。而华人洗衣店继续营业时，这座城市又试着对店主罚款。1913年，许多华裔的家乡──加利福利亚州颁布实施《外国人土地法》，这明显是限制亚洲移民的土地所有权，这部法律一直实施到了1920年，最终导致几乎所有亚洲人的土地所有权被收回。
1907年，尚未受《排华法》影响的日本移民开始迁至美国，解决了曾由华工填补的劳动力短缺问题。这一涌入也招来了种族歧视和阻碍，西奥多.罗斯福总统就曾限制日本移民。不久，日本签署了《绅士协议》，拒绝给那些想迁来美国的日本劳工发放签证，日本移民就中断了。
二战期间，中国是美国的盟友，联邦政府赞扬中国在抗日战争中的顽强抵抗，国内反华情绪有所减少。1943年，国会通过《麦诺森法案》，废除《排华法》，重新开放中国移民。与此同时，美国积极抗击轴心国成员—日本帝国。珍珠港被袭击后，反日种族主义倾向明显，这也被政府所默许。政府会在宣传海报上用类似“小日本”（Jap）这样的潦草书写，甚至在列举可能出现的安全威胁时，直接这样称呼被扣留的日裔美国人。这种歧视在战争结束后还存在了一段时间。
1990年，为解决美国国内技术工短缺的问题，美国发放了非移民临时工作签证，此举推动了亚洲人移民。
现在亚洲人常被视为“模范少数民族”。人们觉得他们更有涵养，更容易成功，对他们的第一印象就是聪明、勤奋、不善酬应。白人和其他少数民族可能会认为亚洲人天生就聪明和优秀。由此在工作场合中产生了歧视，由于“模范少数民族”的成见，亚裔美国人需要面对一些不合理的期待。2000年，在超过1218位成年亚裔美国人中，有92%的人都遇到过个人歧视，他们认为他们之所以遭到不公平对待是因为他们的民族。
对亚裔美国人的成见也毁掉了他们的职业路径。因为亚洲人被视为是更擅长工程、计算和数学的，所以他们常被鼓励去做一些技术工作。在应聘非技术类或管理类这些需要更多社会交际能力的岗位时，他们常常受挫。因为亚洲人被视为是不善交际的。在2000项研究中，有40%遭受过歧视的受访者认为他们失去了受聘和晋升机会。2007年公平就业机会委员会调查显示，在专业性工作中，亚洲人占10%，其中3.7%在上级管理层，或者经理岗位。其他歧视形式包括种族定性和仇恨犯罪。调查显示，歧视使亚裔美国人更多的使用非正式的心理健康服务。感觉受到歧视的亚裔美国人也更容易吸烟。

## 欧洲移民
不同的欧洲移民群也容易遭受歧视，歧视要么以他们的移民地位（著名的“本土主义”）为基础，要么以种族划分（国家出身）。

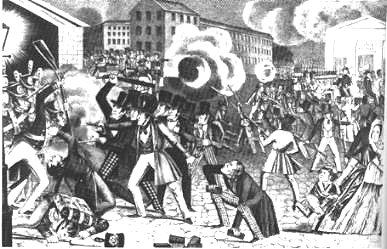
Philadelphia Nativist Riots.

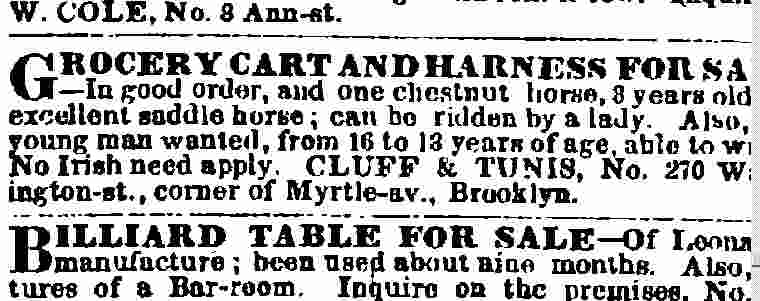
New York Times, 1854 ad, reading "No Irish need apply."

19世纪确实存在着反爱尔兰人歧视，这部分是反天主教情绪，部分是排斥作为一个种族的爱尔兰人。这种歧视尤其发生在19世纪中叶移民去美国的爱尔兰天主教徒身上。而大部分（并非全部）在18世纪就定居于美国的爱尔兰人（包括天主教徒和新教徒）并没有受到这种歧视，最终他们同化为美国白人的一部分。
20世纪，南欧移民和东欧移民（尤其是意大利裔美国人和波兰裔美国人）遭到了歧视，这部分是由于反天主教情绪（和反对爱尔兰裔美国人一样），部分是因为北欧主义，北欧主义将所有非日耳曼移民，非斯堪的纳维亚移民，非英国移民视为劣等种族。参见美国的北欧主义。
根据1921年紧急限额法中的国家起源准则以及1924年的移民法（其目标是通过限制移民保持现有人口比例来维持种族分布现状），北欧主义致使南欧以及斯拉夫、东欧和俄罗斯移民的减少。这使得平均流入量有所减少。1921年之前，从北欧，中欧和西欧移民的人数达176983人，还有685531位其他国家的移民，主要是南部和俄罗斯，到了1924年，这一水平降为从北欧，中欧和西欧移民的人数为140999人，而主要来自南部和俄国四的移民数为21847（从1:3.9的比例降为6.4:1）。
也有对德裔美国人和意大利裔美国的歧视，因为德国和意大利是一战（德国）和二战（德国和意大利）的敌对国。这使得一战后，德裔美国人种族数量的急剧减少和德裔美国人这一用法的急剧减少，这一现象直到今天仍然十分显著。而在二战期间，这变成了德裔美国人集中营和意大利裔美国人集中营。
正如洛斯罗普·斯托达德曾描述和预言的那样，由于许多原因，到了20世纪30年代，欧洲美国人的数量显著缩小，这被视为是一个政治事件。取而代之的是黑人/白人双边种族主义。国家起源准则使非北欧民族移民人数显著减少；大迁徙（来自南方的非裔美国人）使反黑人种族主义取代了反白人移民种族主义；而大萧条将经济问题至于显要地位。
反天主教情绪在约翰·肯尼迪的总统竞选中仍十分明显，尽管如此，肯尼迪最终还是成为了美国首位天主教（确实是非新教）总统。
20世纪80年代晚期，柏林墙倒塌，20世纪90年代初期，苏联解体。这之后，许多人从俄罗斯移民到美国。一种新的惯性思维模式，优势被描述为种族主义，以先前的冷战思维为基础，开始把来自前苏联的移民当做靶子。有许多关于苏共的过去，腐败，高酒精消费量，高犯罪率，性交易和失业等话题的笑话。当提到俄罗斯人，乌克兰人，白俄罗斯人和巴尔干民族（主要是塞尔维亚人和阿尔巴尼亚人）时，人们开始用“欧洲败类”、“黑手党”、“共产党员”、“波拉特”和“毛子”来指称他们。2010年冬季奥林匹克运动会期间，温哥华NBC的评论员麦克.米尔布丽（Mike Milbury）用“欧洲败类”这个词来描述俄罗斯冰球队。关于俄罗斯邮购新娘，欧洲妓女和时装模特的笑话，东欧和拉丁语-欧洲人（主要是波兰人和意大利人）惯有的种族形象在电影和电视节目（《泽西海岸》，《黑道家族》，《我的希腊婚礼》，《新泽西娇妻》，《费城永远阳光灿烂》）中的复兴，带有攻击性的图像，所有这些都在美国年轻人流行开去。

## 拉美人
拉丁裔美国人的祖先（通常被归为“西语裔”）拥有着十分多样的种族背景和民族背景。拉丁裔美国人并不能完全被视为一个少数种族。
美墨战争（1846-1848）之后，美国从墨西哥吞并了一大块土地，构成了今天美国西南地区。居住在那片土地上的墨西哥人遭到了歧视。据估计，1848年到1928年期间至少有597名墨西哥人被私刑处死（由于许多私刑都缺乏记录，所以这一估计十分保守）。1880年到1930年间，每100000名墨西哥人中被处以私刑的人有24.7。这一数据仅次于这一时期美国黑人群体被处以私刑的数量，每100000名美国黑人中被处以私刑的人数是37.1。1848年到1879年间，墨西哥人被处以私刑的人数上升到前所未有的程度，每100000人中就有473人被处刑。
大萧条期间，美国政府发起了一项墨西哥遣返项目，旨在鼓励墨西哥移民自愿返回墨西哥。然而，许多人都是在违背其意愿的情况下被遣返。据统计，超过100万墨西哥先民被驱逐出境，在这些人中，本来就是美国公民的人数约占60%。
1943年，发生在洛杉矶的阻特装骚乱事件生动地展现了拉美人（例如墨西哥裔美国人）遭到的种族暴力。驻扎在一个拉美社区中的海军士兵和这一人口密集的社区中的年轻人发生了冲突。小团体和个人之间频繁的摩擦演变成了持续好几天的暴乱。大量海军士兵在民众中寻找墨西哥裔美国青年并袭击他们，当时一部分年轻人穿着阻特装，在那个群体中这是一种十分夸张的装扮。动乱持续未加抑制，当地警察甚至还援助了这场动乱好几天，直到基地指挥官宣布士兵禁止进入洛杉矶市中心和墨西哥裔美国人社区。
许多公共事业单位，企业和房主协会都制定了正式的“排墨”政策。一些小孩因为是墨西哥裔美国人的后代，在公共学校体系中，受到了种族隔离的待遇。在许多区县中，墨西哥裔美国人不能担任法律案件的陪审员，尤其是当被告是一名墨西哥裔美国人时。在西南地区的许多地方，根据法律法规和房地产企业的政策，墨西哥人被单独分居了出来。
20世纪60年代，墨西哥裔美国青年们组织了奇卡诺人民权运动。

## 中东和南亚裔美国人

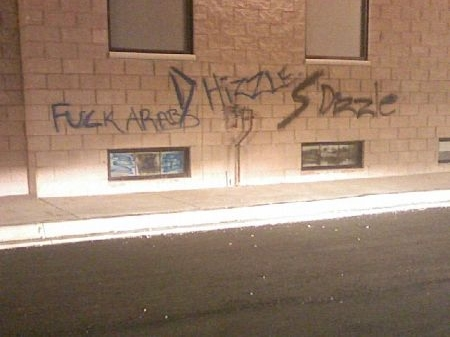
底特律一座被毁坏的亚述教堂（2007年）。亚述人，不是阿拉伯人，也并非完全的基督徒，在美国常遭到攻击，只因为他们有中东背景。

在美国历史上，中东和南亚人的后裔常处于一种模棱两可的种族地位。19世纪末期到20世纪早期，有一群人提起诉讼，要求根据入籍法判决他们是否属于“白色”移民，中东和南亚移民就是其中的一份子。到1923年，法院提出一种“常识”标准并作出结论，所谓的“科学依据”，包括把中东人和许多南亚人纳入进来的“白种人的种族”说是不合逻辑的。但法律学者约翰·拉尼安认为，这种说法和美国的宗教实践，教育，互相通婚以及群体地位相关，确实是一种“基于绩效”的标准。

### 阿拉伯裔美国人
反阿拉伯裔美国人的种族主义以及带有种族色彩的针对穆斯林的伊斯兰恐惧症随着美国政府和伊斯兰世界的紧张关系而加深。2001年911恐怖袭击后，美国针对阿拉伯裔美国人以及其他许多宗教和文化团体的歧视和种族暴力明显增加了。苏黛娜·玛依拉（Sunaina Maira）和伊芙琳·阿桑特娜（Evelyn Alsultany）等学者认为，在后“911”思潮中，穆斯林裔美国人在美国遭到了种族歧视，尽管这种种族化未直接表现出来，但明显存在于文化，政治和宗教中。
事实上阿拉伯裔美国人被妖魔化的程度最严重，这导致了对生活在美国和西方世界其他地方的中东人的怨恨。曾经有几次针对阿拉伯人的袭击，这些袭击不仅因为他们的宗教（伊斯兰教），还因为他们的种族；许多阿拉伯基督徒因为他们的外貌而被袭击。另外，其他中东民族（伊朗人，亚述人，亚美尼亚人，犹太人，土耳其人，雅兹迪人，库尔德人等）因为“在外貌上相似”而被误认为阿拉伯人，他们也一并成了反阿拉伯主义的受害人。
非阿拉伯人和非穆斯林中东人和不同种族/宗教背景（印度教，穆斯林，锡克教）的南亚人一样，也会被惯性思维为“阿拉伯人”。在巴勃·辛格·索迪案（Balbir Singh Sodhi）中，一个白人至上主义者在凤凰城的加油站杀害了一位锡克教徒，因为“看上去像一个阿拉伯恐怖分子（因为戴头巾也是锡克教的要求），同样的，还有印度教徒因为“是穆斯林”而被袭击的案例，911袭击后这一情况变得尤为突出，并受到诟病。
在美国军队中的中东人后裔有时也会遭到其他士兵的种族歧视。陆军程控扎迦利·克拉旺在德克萨州的胡德堡应征入伍期间，就忍受了许多种族主义歧视。在他的基础训练中，大家把布蒙在他头上，让他扮演恐怖分子。他的战友们把他按在地上，用枪对着他。他也被称为“裹穆斯林头巾的人”，“沙地猴子”，“扎迦利·本·拉登”等。
2011年，一项研究显示，尽管官方参数把阿拉伯人归入美国白人的范畴，但来自除了黎凡特以外地方的许多阿拉伯裔美国人觉得他们不是白人，他们也没有被美国社会视为白人。

### 伊朗裔美国人

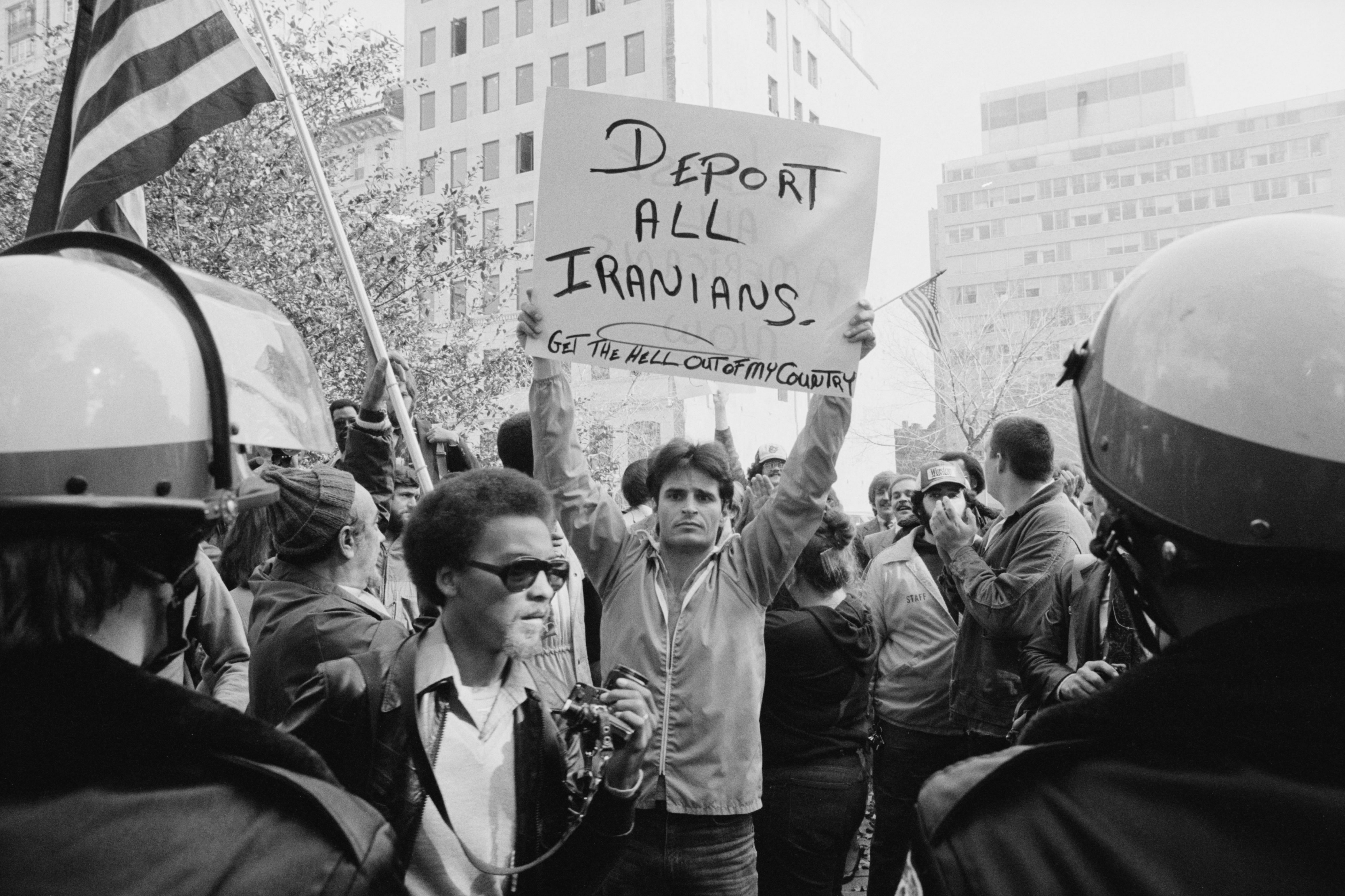
1979年伊朗人质危机期间，华盛顿哥伦比亚特区一男子高举写有“驱逐所有伊朗人”和“滚出我的国家”的牌子。

1979年11月，美国驻德黑兰大使馆爆发伊朗人质危机，这导致美国一波反伊朗情绪的增长，他们即反对新的伊朗政权，也反对伊朗国民和移民。1981年初，随着人质的释放，反伊朗情绪逐渐减少，但有时这种情绪又会突然被点燃。相应的，一些移民到美国的伊朗人放弃了他们的国籍，而在种族和宗教归属基础上重新定义自己。
20世纪80年代以来，尤其是90年代之后，好莱坞对伊朗人的塑造逐渐显示出诋毁伊朗人的倾向。在《24》，《无名氏》，《鹰的翅膀》（1986年），《逃离伊朗：加拿大的雀跃》（1981年）和《执法悍将》这样的好莱坞电视剧中，讲波斯语的伊朗人通常在故事情节中都是反面角色。

### 反犹太主义
在美国，反犹主义也有一定的影响。19世纪晚期到20世纪早期，成千上万的犹太人试图逃离欧洲的反犹大暴乱。他们从波罗的海和北德港口坐船离开，主要去往爱丽丝岛和纽约。利奥·罗斯顿（Leo Rosten）在他的《犹太人的哀乐》中曾写道，犹太人一坐船离开，就受到了来自港口移民局的歧视。当提到犹太人时，他们会用“犹太佬”（kike）这个具有贬损意味的词（因为犹太人通常不会写字，所以在签移民文件时，他们会用一个圈代替──而在意第绪语中，kike就是“圈”的意思）。从20世纪10年代开始，南方犹太群体就受到了3K党的攻击，3K党反对犹太移民，在他们的宣传中，他们通常会用到”犹太银行家“。1915年，出生在德克萨斯州，生活在纽约的犹太人利奥·弗兰克被改革后的3K党以私刑处死，在这之前，他因犯强奸罪而被判处死刑（后又改为终身监禁）。这件事成了新3K党重建的催化剂。
发生在纳粹德国的事件同样也引起了美国的注意，干预欧洲事务的犹太游说集团遭到了孤立主义者的反对，查尔斯·库格林神父就是其中一员，他是一位广为人知的广电台神父，以批判犹太人出名，他认为犹太人会将美国带向战争。他每周都会布道，公开宣扬排犹思想。1936年起他开始在《社会公平报》上发表文章，书写排犹思想，控诉犹太人，比较著名的像是《锡安长老会纪要》。
许多犹太组织，基督教组织，穆斯林组织和学院都将伊斯兰民族组织视为是排犹的。具体来说，他们认为伊斯兰民族组织对大屠杀进行了修正主义的和反犹太主义的阐释，他们夸大了犹太人在黑奴贸易中的作用。犹太反诽谤联盟声称，伊斯兰国的卫生部长阿卜杜勒·阿里木·穆罕默德曾控告犹太医生给黑人注射艾滋病毒，但阿卜杜勒·阿里木·穆罕默德并不承认曾这样说过。
虽然美国主流社会常把犹太人视为白人，但犹太人和白人间的关系仍是复杂的，有很多人都不把犹太人算作白人。著名的激进主义者、犹太拉比迈克尔·勒内曾在1993年的《乡村之声》发文写道：“在美国，成为‘白人’意味着从过去500年欧洲人对世界其他地方的探测和剥削中受益”；非裔黑人、激进主义者康奈尔·韦斯特在参观美国大屠杀纪念馆时说道：”只有当部分非犹太人忘记排犹主义这段不朽历史时，犹太人才有可能被视为白人。”非裔美国人活跃分子康内尔·韦斯特在美国大屠杀纪念馆接受采访时回应说：
“虽然一些犹太人坚信他们是白人，但我觉得他们被愚弄了。我认为反犹太主义已经证明，在有基督教一席之地的西方文明的每一环中，它都是一股非常强大的力量。作为一个基督徒，我想对我的犹太兄弟姐妹们说：不要相信那些说的天花乱坠的同化和与主流融合。对于一些反犹太徒来说，那只是一两个个别表面事件，这可能会让你惊讶。但是我完全相信，美国不是犹太兄弟姐妹的乐土。许多犹太人兄弟说：‘不，并不是这样。我们最终……’是的──他们是在亞歷山卓说这话的，就像你会在魏玛德国说这话一样。”

#### 新反犹太主义
近年来，一些学者提出了“新反犹太主义”，同时还有“极左派”，“极右派”和“伊斯兰教激进派”，”新反犹主义“主要聚焦于反对在以色列国中建立一个犹太国，并认为反犹太复国主义和对以色列的批判话语是在更宽泛的意义上攻击犹太人。根据这一观点，锡安主义的支持者们认为对以色列和犹太复国主义的反对通常是比例失衡的，方法独特，并将其归因于反犹太主义。
耶胡来·鲍尔是耶路撒冷希伯来大学的教授，主要从事大屠杀研究，他认为“新反犹太主义”这个提法是不对的，因为实际上，旧反犹太主义仍然是潜在的，一旦被触发必定会重现。他认为，最近的诱发因素是以色列的形势问题，如果达成和解反犹太主义势必减少，但这种可能尚未出现。
诺姆·乔姆斯基、诺曼·芬克尔斯坦等以色列批评家质疑新反犹太主义在美国的适用范围。乔姆斯基认为反诽谤同盟会把在支持以色列政策中出现的任何问题视为反犹太主义；芬克尔斯坦认为所谓的“新反犹太主义”是由ADL提出的一个荒谬概念，其目的在于反对以色列政策的批评家们。

### 反罗姆人主义
居住在美国的罗姆人基本和这个国家的其他族群自然地融合在了一起。在美国，“吉普赛”这个词通常和贸易，职业，生活方式联系在一起，而和罗姆人这个种族群的关联不大。一些美国人，尤其是从事算命和灵命解读的人，会用“吉普赛”这个词来描述自己以及所从事的事业，但他们和罗姆人没什么关系。这是由于对这个词的误解和无知造成的，所以并不应该就此形成某种偏见，甚至形成反罗姆人主义。cite doesn't seem reliable. The first was just a collection of blogs

## 美国原住民

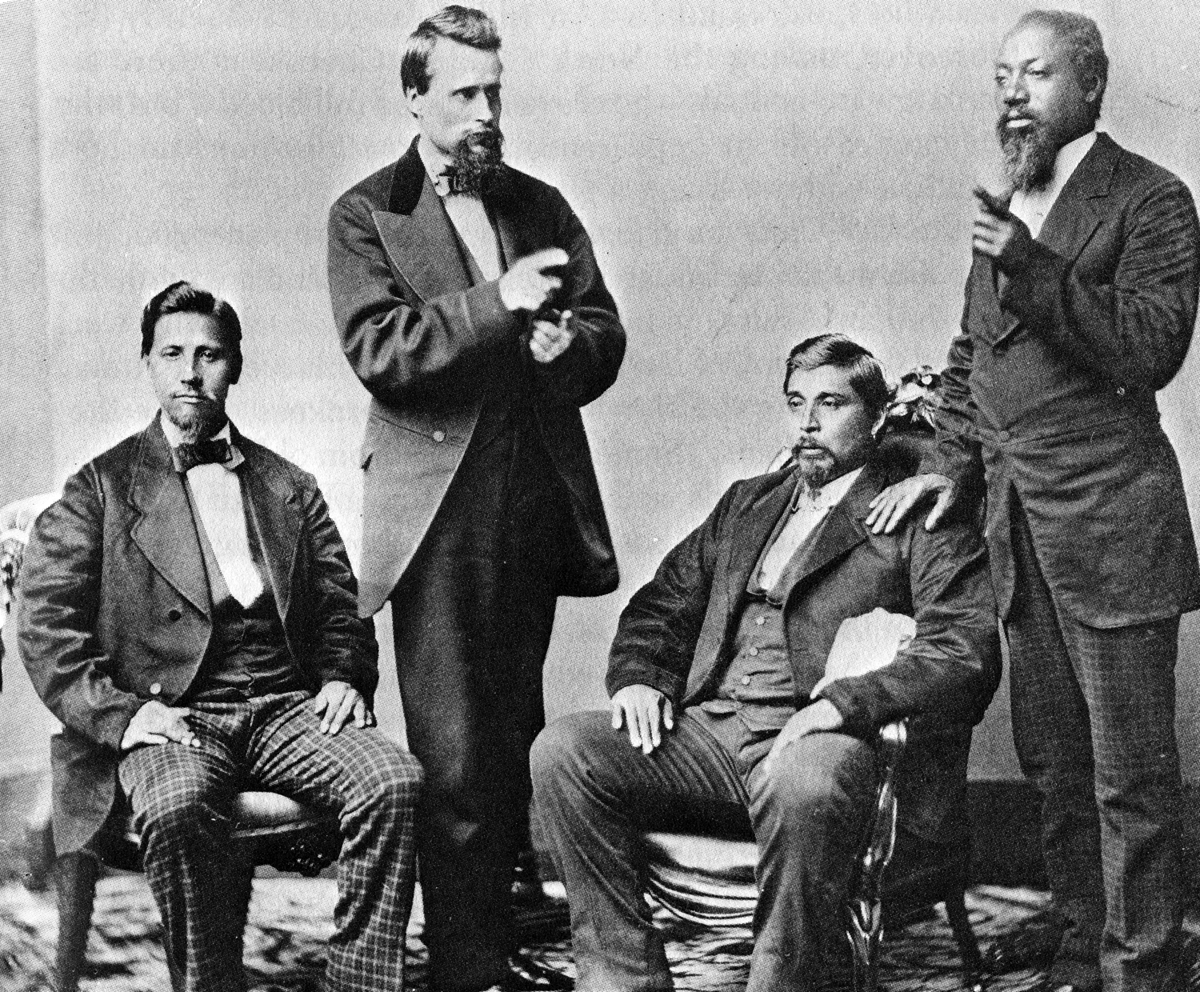
1877年俄克拉荷马州的马斯科吉（克里克）部落居民，他们的祖先都是欧洲人和非洲人。克里克人是俄克拉马地区的土著人。

美国原住民在北美大陆上生存了10000多年，他们对美国历史和种族关系产生了一种十分复杂的影响。在遭奴役的殖民地时期，各种旨在保有美国原住民资源的斗争长期进行着。通过战争，强制移民（例如“血泪之路”），制定条约等方式，美国原住民被夺去了土地。失去了土地的原住民经历了一段艰难岁月。18世纪早期，约800名乔克托人成为英国人的奴隶。美国建国之后，印第安人迁移政策有了实施动力。但是，随着种族主义的到来，一些美国原住民选择或者只被允许滞留原地，禁止迁移。密西西比河沿岸的乔克托人这样描述他们在1849年的处境：“我们的居所被拆除焚毁，篱笆被推倒，牲畜跑进我们的农田，我们遭受鞭打、捆绑和其它人身攻击，一些最健硕的男人都被折磨致死。从乔治亚州迁至密西西比河的约瑟芬·B·柯布认为乔克托人“既不高贵也无美德”，反倒是黑人，特别是土著在某些方面更有趣，更令人钦佩，红人在某些方面更为优秀。他最为了解的乔克托人和契卡索人卑鄙之极，甚至还比不上黑人。
虽然美国文明化进程的努力在切罗基人、奇克索人、克里克人和乔克托人那里均有成效，但被认可的扩张的意识形态扩张（昭昭天命）仍把所有美国原住民习惯性视作“残忍的印第安野人”（就像美国独立宣言讲到的那样）。在臭名昭著的加利福尼亚淘金热的头两年，就已经有成千上万的美国原住民死于其中。在墨西哥统治时期的加利福尼亚州，印第安人实际上受白人当劳役偿债制度的奴役。1850年，上加利福尼亚作为一个自由州正式加入美利坚合众国，但奴隶制和印第安人签卖身契的行为并没有立刻废止，直到1863年才被加利福尼亚州议会视为非法。
1890年发生伤膝河大屠杀前后，作家莱曼·弗兰克·鲍姆写下了两篇关于美国原住民的社评。鲍姆写道，在杀掉拉科塔苏族的神职人员之后的五天中，“最早生活在这片大草原上的居民所拥有的那令人骄傲的精神品质作为他们的财富在长达几个世纪的激烈又血腥的战斗中被传承了下来，最后在坐牛（译者注：北美印第安人部落首领，曾领导印第安人反抗白人入侵）的心中激荡着。随着坐牛的逝去，北美印第安人的高贵品质也消逝了，只剩些许一直抱怨的恶种，他们舔舐着伤害过北美印第安人的手。白人以征服为法，打着文明的旗号，成了美洲大陆的主人，解决边界争端最好的办法就是完全消灭所剩无几的印第安人。为什么不消灭他们呢？他们的荣耀已不再，精神已破损，气概已抹除，他们死了都比作为可怜虫活着强。”1890年12月29日大屠杀发生后，鲍姆写道：“先驱们之前就已宣告，我们的安全只能靠灭绝印第安人来实现。几个世纪以来，通过驱赶印第安人，我们的生活更好了，为了保护我们的文明，我们需要做的更绝，需要把这群完全无法驯服的物种从地球上抹除。我们这些侵略者和执行不当命令的战士的安全是由这些谎言维护的。要不然，在未来的岁月中，我们的生活里可能充斥着由印第安人引起的各种麻烦中，正如他们曾经所是的那样。”
对美国原住民的军事压制和民间抵制已经成为美国历史恒有的特征，围绕主权问题、支持条约规定、合众国法律对美国原住民公民权的规定产生的大量争议也成了美国历史一直具有的特色。

### 边缘化的保留
一旦印第安人的领地被并入了合众国，存活下来的印第安人在法律面前也不具有平等的权利，他们被视为国家的病灶。
许多美国原住民都搬去了预留地──这部分面积占到了美国国土面积的百分之四。和美国原住民签订条约后又反悔的事例不胜枚举。成千上万的印第安人以及阿拉斯加原住民被迫学习"居住管理办法"，通过对他们的再教育让他们接受白人殖民者的价值观，文化和经济。
虽然国家主流媒体的新闻报道中很少出现强占不动产，尤其是强占土地这类事件（例如德拉瓦族最近的财政窘境和新泽西州不断掠夺他们的土地），有时甚至连当地的新闻头条也未报道，但各种更为严重的掠夺现仍不断发生。石油、矿业、木材的特许经营权以及《分配法案》提出的土地分配法引发了认同问题、低开采税率、环境非正义、大量信托基金处置失当以致损失达100亿—400亿。
世界观察研究所注意到有317个预留地受环境灾害威胁，而西肖肖尼族的居住地发生1000多次的核爆炸。

### 同化
政府委派代理人生活在原住民中间，通过事例和方法说明教原住民们学习怎么像白人一样生活。美国第一任总统乔治·华盛顿制定了一个有助于推动"文明化”进程的政策。华盛顿提出了关于文明化的6项计划，具体包括：

1. 公正无差别地对待美国原住民
2. 有计划地购买美国原住民的土地
3. 推动经济发展
4. 支持有助于文明化或改善美国原住民族群的实验
5. 总统有赠送礼物的权力
6. 惩罚那些不尊重美国原住民民权的人

1924年颁布的《印第安公民法》授予所有美国原住民公民权。在这部法令通过前，将近三分之二的美国原住民已经是美国公民。美国原住民变成美国公民的最早记录出现在1831年，美国立法机关在那一年批准了《舞兔克里克条约》，至此之后密西西比的乔克托族就变成了美国公民。条约的第14条条文规定，选择不迁入美国原住民领地的乔克托族人都可以成为美国公民，只要他申请或者条约生效后在指定的区域生活5年。公民权也可以通过以下方式获得：

1.条约规定（就像密西西比的肖克族一样）
2.按《1887年2月8日法令》分配
3.永久地产专利权的发布
4.养成公民生活的习性
5.未成年儿童
6.出生在美国
7.成为美国军队战士或海员
8.婚姻
9.国会特别法令

“法律的制定要由参议院和美国众议院大会审议，所有在美国国土范围内非美国公民的的原住民可以以此方式获得美国公民权：只要授予其公民权无论如何都不会损害或影响任何美国原住民对部落的所有权或其他财产权。”
——1924年《印第安公民法》
尽管法律已经规定了形式上的平等，但美国印第安人、阿拉斯加原住民、夏威夷原住民和大西洋岛民仍然生活在这个国家经济最落后的地区。国家心理健康调查研究显示，美国印第安人族群酗酒、抑郁、自杀的几率要更高一些。

## 结果

### 发展方面
种族主义事件的时间表是一份客观测验清单，它用十八项指标来评测种族歧视的发生频率，霍普·莱琳和伊丽莎白·A·科洛诺夫通过应用这一时间表发现种族歧视在美国原住民的生活中十分严重，并和精神病症状呈强相关性。一项关于美国原住民妇女生活中遇到的种族歧视调查发现，她们人生中遇到的种族主义经历和其生理疾病史以及普通感冒的发生频率呈强相关性。这些关系绝大部分并不能用其他变量解释。收入、教育等人口学变量和种族主义经历并没有什么相关性。这些结果说明种族主义对美国原住民的幸福有至关重要的影响。由种族主义引起的生理压力在克劳德·斯蒂尔、约书亚·阿伦森和史蒂文·斯宾塞名为“成见威胁”的研究中得到了实证。十分类似地，还有另一项以加利福利亚州弗雷斯诺市的墨西哥裔美国人为样本的研究，它发现种族歧视会导致社会心理学后果。它表明明显的种族歧视和抑郁症有关系，尤其是在那些没能很好适应美国文化的人那里，像是墨西哥移民和流动工人。
根据身体血脉对歧视的反应，肯尼迪以及其他人发现所有种族歧视的手段和黑人的死亡率呈强烈相关性(r=0.53—0.56)，也和白人的死亡率呈强相关性（r=0.48—0.54）。这些数据说明，从生态学角度看，种族主义和白人与黑人的死亡率是有关系的。一些研究者也认为种族隔离可能会导致健康和死亡率上的不平等。托马斯·拉维斯验证了一个假设，就是种族隔离有助于解释各个城市都存在的在婴儿死亡率上的种族差异。在考察了176个大中型城市后，拉维斯发现了支持假说的依据。自拉维斯的研究之后，种族隔离问题受到了更多的关注，因为它被视为死亡率上的种族不平等的决定性因素。研究表明，在居住隔离程度较轻的地区，非裔男性和女性的死亡率也相对较低，而白人男性和女性的死亡率和居住隔离没什么直接相关性。
研究员莎伦·A·杰克逊，罗杰·T·安德森，诺曼·J·约翰逊和保罗·D·索力发现，调整家庭收入后，随着对25岁至44岁的黑人和45岁至64岁的非黑人实行少数居住隔离政策范围的扩大，死亡的风险也增加了。相对来说，在多数年龄/种族/性别群体中，其最高死亡率和最低死亡率均未超过实行居住隔离的族群的最高死亡率和最低死亡率。这些结果表明，少数群体居住隔离政策可能影响了死亡率，并着重强调了疾病和死亡的传统社会结构。美国黑人的心脏病发病率和他们居住的社区的隔离类型有关。斯蒂芬妮·A·邦德·休伊认为社区主要是以一种间接方式影响了健康和死亡率结果，这一间接方式是指通过环境因素影响，例如抽烟，饮食，锻炼，压力，医保和医疗服务提供者的便捷性。更为重要地，隔离政策严重影响了美国未成年人的死亡率。
早在1886年，《民权法案》就私人雇主、国家和地方公共组织在招聘时潜在的种族歧视提出了解决措施。《1871民权法案》把通过法律行动禁止剥夺受联邦宪法和法律保护的权利这一点应用于公共组织以及涉及国家层面的招聘。《反歧视诉讼法》是关于雇佣歧视的主要联邦法，它禁止公共和私人雇主，劳工组织，教育项目和雇佣中介有基于种族、肤色、性别和国籍的非法雇佣歧视。《反歧视诉讼法》也禁止报复任何反对法律禁止的行为，或者提出诉讼，作证，协助以及依法参与司法程序的人。《1991年民权法》提高了适用于《反歧视诉讼法》的案例的损害赔偿，并授予原告要求陪审团审判权。《反诉讼歧视法》也判定对任何种族或肤色实行种族歧视或肤色歧视都是违法的。

### 社会方面

#### 图式和成见

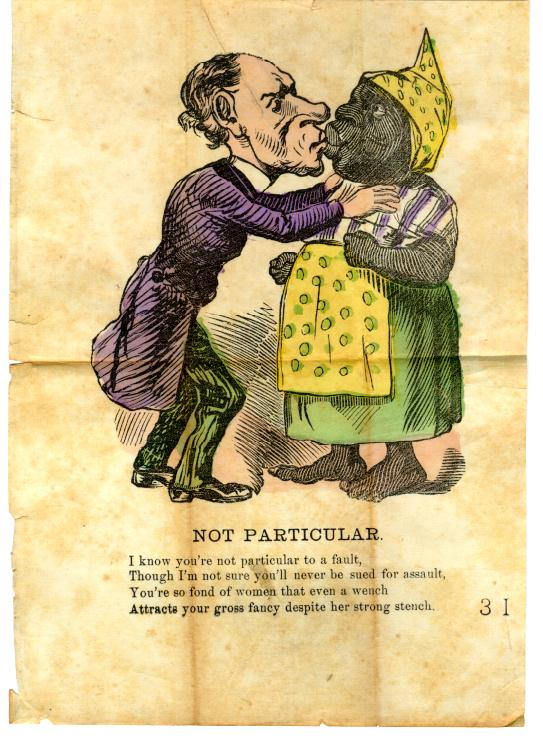
这是一张20世纪90年代随处可见的诋毁黑人女性的明信片，上面写着“我知道你不怎么注重小节/但我还是担心你会骚扰罪而被捕/你对女人是如此的迷恋/就算是一个浑身散发臭气的乡下黑奴也能让你春心荡漾

##### 媒体
十九世纪欧美观众喜欢的流行文化（歌曲，戏剧）创造并保持了对美国黑人形象的负面成见。针对美国黑人的种族歧视有一个关键性标志，就是使用黑脸。与此直接相关的就是游吟诗人的习俗。其他关于美国黑人的成见还有肥胖，深肤色“保姆”，无理、纵欲的“雄鹿”。
最近几年，越来越多的美国黑人积极分子认为，嘻哈音乐视频通常用美国黑人表演者，那些穿着暴露的男人和女人们通常隐喻为暴徒或妓女。美国全国有色人种协进会和黑人妇女国家议会也呼吁视频和电视节目中黑人形象的改变。朱莉安·邦德认为，在一个隔离的社会中，一个群体对另一个群体的了解只能通过视频看到，只能通过音乐听到。
同样，活动积极分子们也反对黑人娱乐奖颁奖礼（BET show），节目“火热贫民区混乱”，它讽刺了美国黑人中工人阶级的文化。这些反对最终导致这档节目更名为《我们会做更好》。
显而易见，少数群体在媒体中的形象可以深化或者打破成见。例如，在一项研究中，白人受试验者被要求观看一个喜剧节目，这个节目塑造了两种黑人形象，一种是有成见的，一种是中立的。然后会给受试者一副插画让他们看，这个插画描述的是一起性暴力事件，被指控的罪犯有黑人也有白人，受试者需要对他们认为的罪行分配一个评级。相较于另一种情况，那些看到包含成见的黑人形象的受试者们更容易在后面的插画中给黑人嫌疑人以更高的犯罪评级。
图式有如此强的社会影响，它们的发展壮大对接收者有挥之不去的影响。总的来说，强大的成群态度和学术成功和经济成功都有关系。一个分析同化和种族—人种图式对西班牙青年影响的研究中发现，对西班牙青年强大的图式认同影响了其学术成就。
添加给少数群体额外的成见还在继续影响着社会内部互动。例如，一篇1993年的哈佛法律评论说，美国黑人通常被视为是卑躬屈膝的，他们也被视为是不同身体和类似西方文化态度的混合体。并且，亚裔美国人被视为典型少数族裔，不公平竞争者，外国人，以及不容易辨别的。这些成见都可能使亚裔美国人失掉人性，变得不友好并具有攻击性。

#### 形式上的歧视
针对少数群体形式上的歧视贯穿美国历史并持续至今。利兰·T·西户是南加州大学社会学和美国研究与种族学方面的教授，他写道：“自美国建国以降，政治权力就已经受到种族、阶级和性别的限制，只有有财产的白人男性才有投票权。在整个美国历史上，种族──随着时间也不断改变的范畴──都被白人用来构建差异并将其合法化，以此享有社会、经济、政治特权。”
在教育系统内部，一个关于在白人占多数的大学中的黑人学生的调查在16所学校中开展，结果发现，五分之四的黑人学生都说遭遇了种族歧视的一些形式。例如，1988年2月，密歇根大学实行了一种新的反歧视代码，在这之前出现了一些传单，上面写着黑人“不应该在课堂，他们应该挂在树”。别的形式上的歧视还有拒绝在课堂上挨着黑人坐，在课程设置上被忽视以及非正式的隔离。尽管这么做会遭到惩罚，但形式歧视的心理后果仍然十分明显。例如，黑人学生坦言有一种严重被孤立感并产生自我怀疑。并且，这些研究也发现在这些情绪笼罩下，黑人学生的学习成绩也受到了严重影响，而这些情绪都是他们在校园中遇到的种族交流结果。

#### 少数种族-少数种族主义
依照社会权力理论，少数种族主义有时被认为是不成立的。一些种族主义理论认为，种族主义只存在于需要让别人臣服的社会权力背景下。然而，存在于边缘少数民族之间的种族主义和歧视也引起了注意。例如，美国黑人和墨西哥裔美国人之间常有摩擦，尤其是在南加利福尼亚州。曾经有多篇报道是关于墨西哥裔美国人迁到美国黑人占多数的街区后因种族而受到袭击，反之亦然。帮派研究专家和法律执行代理认为，墨西哥黑手党和黑色游击家庭以及与之相当的非洲裔美国监狱帮派之间存在着旷日持久的种族战争，这使得墨西哥黑手党领袖和其他犯罪团伙的首领产生了一种强烈的种族怨恨，所以他们对所有黑人“开绿灯”。如果拉丁美洲帮派成员在一个效忠墨西哥黑手党的帮派控制下的社区里看到一个黑人，他们会恐吓甚至杀害他，这种行为无疑是想获得一种长期认可以证明他们的勇气。加利福尼亚州监狱也曾发生了几次有名的暴乱，墨西哥裔美国人囚犯和美国黑人囚犯常常因为种族原因，互为攻击目标。
在新近的移民群和在美国已有的相应种族群之间也会发生激烈斗争。不断增加的非洲移民和加勒比移民和美国黑人之间会发生冲突。讽刺的是，美国移民和美国黑人之间的交流和合作是成问题的。有人认为种族歧视和合作一般不是基于肤色，更多的是共通的文化经历和信仰。而且中国移民和日本裔美国人之间的斗争以20世纪80年代发生在洛杉矶圣盖博谷地区的最为著名。

#### 人际间的歧视
通过明确美国人际间歧视这一概念，《弗吉尼亚法律评论》的达瑞尔·布朗认为，“虽然我们的社会在反对公然、蓄意的种族主义问题上达成了共识，而因为布朗诉教育委员会案而促成的解决这个问题的一些法律措施也已经存在了数十年，但是我们的法律体系忽视了这样一种可能性：‘种族’具有结构性，或者说间质性，它可能成为伤害的根源，虽然有时并不能溯源到某一个具体的意图或者行动。”
人际间歧视这一概念的特殊性在于它的微妙性。不同于形式上的歧视，人际间歧视通常不是一个公然、蓄意的歧视行为。比方说，曾有一个弗吉利亚法律教授因一句种族评论而惹出争议，而这源于种族主义概念本身的矛盾。认为教授是无辜的学生说：“种族主义指的是一种故意做出的恶毒行为。”但是对于非裔美国人来说，种族主义也包括对“教学的实质动力”带来的那些不良影响。受此影响，人们认为“比起那些公然进行的种族主义行动，在教室和校园中每日重复发生的微妙的种族主义和主从关系会更容易给非裔美国人带来压力、焦虑和孤立感。”然而，那些歧视行动使人们转移了对校园中存在的这种微妙关系的关注，变成了白人学生普遍未能面对的一个需要分神关注的问题。

### 机构方面
机构种族主义理论包括组织、普遍观点和已有的针对社会弱势种族群体的机构（虽然这种针对不是明显的歧视性机制）。以下因素具有机构种族主义特点（并非全部）：从受益于以往种族歧视的种族群体那里累积财富/利益，美国非英语母语者所遭受的教育和职业歧视，仍然存在的根深蒂固的成见（例如：黑人更有可能是罪犯）。

#### 移民
美国国籍的获得受制于种族身份，这一规定始于1790年的《入籍法》，它规定“非白人”不可以入籍。许多现代美国人都已经忘记了曾对罗马天主教白人追随者发起的制度化歧视，这些白人追随者是从爱尔兰、德国、意大利、法国等国家移民过来的。其它类似的规定还有1882年的《排华法案》、1924年的《民族始籍法》。美国1924年《移民法案》旨在进一步限制南欧人和俄罗斯人，因为从19世纪80年代起，大量南欧人和俄罗斯人开始涌入这个国家中。
连同19世纪80年代末的移民改革（参见1986年的《移民改革和控制法案》），国际审核员注册协会针对西班牙裔的就业歧视行为也十分引人关注。其解决措施就是在美国没有工作许可就被雇佣成了违法行为，但对“外来工人”的回避处理增加了对必要制裁记录或制裁风险的忽视几率。

#### 财富
财富上的巨大种族差异问题在美国仍然存在：美国白人和非裔美国人之间的财富差是20倍。托马斯·夏皮罗是布兰迪斯大学法律和社会政策方面的教授，他是研究这一问题的专家，他认为：“贫富差距并不仅仅是一个关于价值与成就的故事，它也是一个关于美国种族遗留问题的故事。”这一差异也体现在《社会保障法》中（这部法律将农业工人排除在外，而多数农业工人都是黑人），优待军方人员，二战以后，教育福利也会给退伍士兵。先前就已经存在的财富差距由于税收政策又进一步激化了，因为税收倾向投资而非薪酬，支持按揭和私企企业家。

#### 医疗
不同种族获得的医疗的便利性和医疗水平也有明显不同。美国公共健康杂志调查研究显示：“如果非裔美国人能够获得和白人一样的医疗条件，那么在1991年到2000年间至少有886000名死者可以幸免于难。”黑人与白人最大的不同在于缺少保险，保险不足，服务水平差以及不愿寻求治疗。像臭名昭著的塔斯基吉梅毒实验这样由政府资助的实验也成为非裔美国人不信任美国医疗系统的祸根。
医疗条件的不平等也反映了一种系统偏差，这种系统偏差体现在不同种族有不同的医疗过程和处理方法。爱丁堡大学的公共卫生教授指出科技和医疗上的种族主义史说明人和组织是根据他们时代的社会思潮和对将要避免的危险的警告来作为的。哈佛大学的社会流行病学教授认为，当代许多研究都为种族主义的正当性假设提供过依据。她所描述的种族主义成为无法解释的医疗不公的基础，医疗不公涉及心脏病的治疗方法，肾衰竭，膀胱癌，肺炎等诸多方面。拉吉·博帕尔认为这些不平等在许多研究中都有大量文献提到，有些持续反复进行的研究发现非裔美国人比白人获得的医疗保障更少──尤其是涉及昂贵的新技术时。

#### 政治
人们认为像犯罪、福利这种概念的种族编码已经被用于对公共政治观点施加影响。种族编码是隐式的，它包括涉及种族的语言和暗示种族的态度和思维的图像。例如，在国内政策的制定中，人们认为罗纳德.里根在19世纪80年代曾暗示过“特殊利益”和“大政府”与可忽视的少数群体这两种概念之间的联系，通过对少数群体的条件否定以在竞选活动中质疑一些政策和项目。在一个分析政治广告的主要态度的研究中，瓦伦缇娜把看过乔治·W·布什宣传广告文案及搭配的三种不同图形的选民的投票结果和其所嵌入的不同的种族线索做了对比，结果剖析出了三种情况：中立、种族判断、蔑视黑人。比方说，当陈述人说“民主党是想把你交的税用在没有实用的政府项目”时，就会以在办公室中的黑人女性和孩子为视频图像。瓦伦缇娜发现，蔑视黑人产生的最大影响主要体现在种族化的政策上，像是反对平权行动和反对福利开支。
加州大学伯克利分校的法律教授伊恩·哈尼·洛佩兹将这一现象称为“狗哨政治”。他认为，“狗哨政治”促使美国白人中产阶级投票反对他们自己的经济利益，以惩罚“不值得的少数群体”，他们认为这些“不值得的少数群体"以他们的利益为代价获得了过多的政府援助。根据洛佩兹的观点，保守的白人中产阶级将那些少数群体视为经济利益上的敌人，他们因此支持那些许诺控制非法移民并打击犯罪的政客，但他们也就无意间投票支持了符合财阀利益的政策，像是为最高收入阶层减税，使企业对工业市场和金融市场的控制力更强，解散工会，削减公共养老金，减少对公立学校的投入和缩紧社会福利水平等。洛佩兹认为，这些相似的投票者不能把这种不断增加的已经影响他们生活的不平等和他们所支持的议案联系起来，这导致了从19世纪80年代起，大量财富最终转移到了占总人口1%的富人那里。

#### 司法体系
种族差异在美国司法体系的各个阶段都有所体现。根据2009年来自马克.莫尔的国会证词显示，虽然非裔美国人占到了美国总人口的13%，占到了每月用药人数的14%，但在因贩卖毒品而被捕的人口中他们占到了37%；在因贩卖毒品而被捕入狱的人中，非裔美国人占到了56%。美国判决委员会在2010年3月报道称，在联邦制度下，黑人罪犯获刑的时限要比犯同样罪行的白人罪犯长10%。一份来自审判项目2009年7月的报告显示，美国判终身监禁的罪犯中有三分之二都不是白人。

## 当代美国种族主义问题

### 仇恨犯罪
美国多数仇恨犯罪都会基于种族和民族来选择受害者（以联邦为目的，西班牙裔因为身份而成为犯罪目标是基于民族标准）。FBI统一犯罪报告是基于法律实施部门的文档形成的，它将以下因素标注为主要歧视形式：反黑人，反犹太人，反白人，反同性恋和反西班牙裔，这一顺序同时出现在2004年和2005年。司法统计局的数据显示，白人、黑人和西班牙裔在2007年-2012年间成为仇恨犯罪受害者的几率相当。全国刑事被害调查发现，成为仇恨犯罪受害者的人均概率并不会因种族或民族不同而有明显差别，数据并未反映出明显差异。
新世纪基金会是由杰瑞德·泰勒创立的一个白人民族主义者组织，这个基金会有一个理念就是相信黑人比白人更容易仇恨犯罪，它认为FBI的数据夸大了白人仇恨犯罪的数量，因为FBI把西班牙裔也算为了“白人”。这些论断遭到了其他一些研究者的尖锐批评，他们提及了犯罪学的主流观点──种族和民族数据必须谨慎对待。现有犯罪研究普遍表明并不能用一些受社会和经济因素左右的数据来证实种族或民族身份可以预测犯罪行为。反种族主义者提姆·怀斯和南方贫困法律中心更猛烈地批评了新世纪基金会所用方法和数据的失当和欺诈性。
在后吉姆.克劳法时代首个引发媒体关注的仇恨犯罪案就是轰动一时的1982年陈果仁谋杀案，陈果仁是一个祖籍中国亚裔美国人，他遭到了两个白人的攻击，攻击他的这两个白人曾在底特律地区的车辆制造厂工作，当时刚刚失业，而他们把自己的失业归咎于日本人。陈果仁并不是日本后裔，但是这两个袭击者在刑事法庭上声称他“看起来像是小日本佬（Jap）”，’“小日本（Jap）"这个词是对日本人和其他亚洲民族的蔑称，他们也承认，当时他们十分生气，所以就把他打死了。

### 美国人的仇视论
反犹主义仍然是存在于美国的一个问题。2011年，由反诽谤联盟发布的《美国人对犹态度调查报告》显示世界金融危机也使美国人增加了一些反犹情绪。多数人表现出支持犹太人的情绪，在这些受访者中有64%的人赞同犹太人对美国社会文化有杰出贡献。有15%的美国人认同犹太人在商业上“更想使诈”等类似观点。五分之一的美国人心中仍有挥之不去的反犹情结。反诽谤联盟国家领导人亚伯拉罕·福克斯曼认为“虽然我们通过不懈努力使社会更具包容性，但反犹主义的信念还是钳制住了一小部分顽固美国民众的思想。”
2007年，美国广播公司新闻节目详述了过去几年一直对美国人展开的民意调查，调查结果显示“有6%的受调者承认自己歧视犹太人，27%歧视穆斯林，还有25%歧视阿拉伯人”，“10%的受调者坦言起码还对西班牙裔美国人怀有类似情绪”。这个调查还指出不止34%的美国人在自我描述时会说自己“有一些种族情绪”。2008年，美联社和雅虎新闻对有2227名美国成年人展开调查，结果显示有10%的白人受访者承认对非裔美国人有“许多”歧视情绪，45%的受访者坦言有“一些”歧视情绪，而有57%的黑人受访者也是有“很多”歧视情绪。在相似的民意调查中，认为非裔美国人有积极贡献的白人要比持消极观点的白人多，而黑人对白人的评价有更高，但是有为数不少的一部分部分白人仍然认为他们的黑人同胞有“不负责任”、“懒惰”等类似特征。
斯坦福大学政治科学家保罗·思里德曼认为，在当代美国，种族偏见“是一个极大的挑战，并且美国民众和政治科学家还尚未做好充分准备去接受这个问题。”

### 白托邦
里奇·本杰明（Rich Benjamin）的著作《寻找白托邦：一场不可能的探寻美国白人之旅》列出了人际间种族主义和结构种族主义的关键不同。他写道：“人际间种族主义存在于人与人之间，组织种族主义存在于组织中。结构种族主义的存在涵盖组织、公共政策和其他重要领域（教育，司法，房地产，等等）。”班杰明认为，想比前几代，现在的人际间种族关系──我们个人如何看待对方──改善了许多。但结构种族主义──持坚定信念和做出有害行为的社会组织网──仍然在为边缘群体获得更多机会设置障碍，这无疑加深了种族不平等。尽管人们已经意识到了结构种族主义，但它的含糊性和复杂性让民众无法采取有效行动。当缺乏个人偏见和恶意时，结构种族主义就会大行其道。在整个20世纪，种族歧视行为都是蓄意为之的。现在，结构种族主义可能产生于那些不再公然区别对待的政策和组织中。然而，这些政策和信念的结果产生了消极的种族影响。相较于主流观念，结构种族主义和隔离并不需要个人意图泛滥。

## 减缓
为了减缓在美国依旧存在的歧视问题，有许多涉及广泛的社会、政治建议被提出。例如，人们建议在大学建立专门的委员会以调解无法制裁的行为。
据说白人学生和白人教职工也需要“重新建构白人意识以获得一种更为安全的身份认同。这种身份认同不会被黑人文化组织所威胁，它承认白人控制的组织在种族问题上没有中立性（布朗，334页）。”为和这种努力相一致，布朗倡议增加少数种族教职工的数量，这样，内嵌在教学中的白人经验规范就会开始瓦解。
媒体界通常会使用种族诱因来引导出老套的种族成见。所以“老套矛盾的诱因可能导致更多的带偏见的想法，因此需要压制那些有种族诱导性的因素。”